# Народно позориште у Лесковцу
Народно позориште у Лесковцу се налази у улици Косте Стаменковића, број 22.

## Историјат
Са кратким прекидима позоришни живот у Лесковцу траје већ 124 година.
Прва представа у Лесковцу, одиграна је од стране дилетанскe дружинe „Грађанско Позориште Југ Богдан”, 1896. године. Аутор представe „Бој косовски” је Матија Бан. Ову позоришну дружину формирао је 1896. године Радоје Домановић, ондашњи професор Гимназије. Позоришна дружина је престала да ради 1898. године одласком Домановића из Лесковца. Од 1898. до 1926. године у Лесковцу повремено гостују позоришне дружине из Београда, Ниша, Скопља, Зајечара, Шапца. У Лесковцу је 1926. године основано професионално позориште под називом „Лесковачко градско позориште” а 10. октобра 1926. године приказана је прва представа „Смрт мајке Југовића”, одиграна у сали хотела „Париз”. Ово позориште је врло брзо престало са радом, али је већ 18. новембра 1934. године у Лесковцу основано „Академско позориште”, које је водио Бора Димитријевић, а 9. јануара 1935. године приказана је прва представа „Обичан човек” од Б. Нушића. „Академско позориште” је радило све до фебруара 1941. године. После ослобођења Лесковца 23. октобра 1944. године основана је драмска секција која касније прераста у Народно Позориште. Од 3. октобра 1970. Народно Позориште ради, једино у Југославији, као позориште без благајне, остварујући тако идеју редитеља Душана Михаиловића.
Године 2014. завршено је реновирње зграде позоришта, по оригиналним нацртима из 1930. године, када је на истом месту подигнут „Соколски дом”. Позориште је капацитета 278 седишта.

## Награде за рад и достигнућа
- Орденом братства и јединства
- Вуковом наградом

Сценски уметници лесковачког позоришта добитници су бројних награда на Сусретима професионалних позоришта Србије — „Јоаким Вујић” и фестивалима. 1985. године позориште је учествовало на XX „Стеријиним играма” у Новом Саду.